# Терешківська волость (Старокостянтинівський повіт)
Терешківська волость — історична адміністративно-територіальна одиниця Старокостянтинівського повіту Волинської губернії з центром у селі Терешки.
Станом на 1886 рік складалася з 10 поселень, 12 сільських громад. Населення — 6877 осіб (3336 чоловічої статі та 3541 — жіночої), 784 дворових господарства.
|                     | Площа, десятин | У тому числі орної, дес. |
| ------------------- | -------------- | ------------------------ |
| Сільських громад    | 5735           | 4862                     |
| Приватної власності | 6422           | 4105                     |
| Іншої власності     | 293            | 196                      |
| Загалом             | 12450          | 9163                     |

Поселення волості:
- Терешки — колишнє власницьке село при річці Понора за 35 верст від повітового міста, 781 особа, 95 дворів, православна церква, школа, постоялий будинок, лавка, 3 водяних млини, цегельний і пивоварний заводи.
- Велика Клітна — колишнє власницьке село при річці Случ, 435 осіб, 67 дворів, православна церква, школа, постоялий будинок й водяний млин.
- Волиця — колишнє власницьке село, 665 осіб, 92 двори, православна церква, школа, постоялий будинок, водяний і вітряний млини.
- Гриценки — колишнє власницьке село при річці Ікопоть, 705 осіб, 86 дворів, православна церква, школа, постоялий будинок, кузня, вітряний й водяний млини.
- Кошелівка — колишнє власницьке село, 395 осіб, 50 дворів, постоялий будинок, водяний і вітряний млини, цегельний завод.
- Мала Клітна — колишнє державне село, 485 осіб, 77 дворів, православна церква, школа, постоялий будинок, водяний і 2 вітряних млини.
- Маленки — колишнє власницьке село при річці Понора, 543 особи, 68 дворів, каплиця й постоялий будинок.
- Малі Зозулинці, — колишнє державне село, 421 особа, 54 двори, православна церква, школа, постоялий будинок і водяний млин.
- Севрюки — колишнє державне й власницьке село при річці Понора, 1083 особи, 160 дворів, православна церква, школа, постоялий будинок і лавка.